# 신코베 오리엔탈 시티

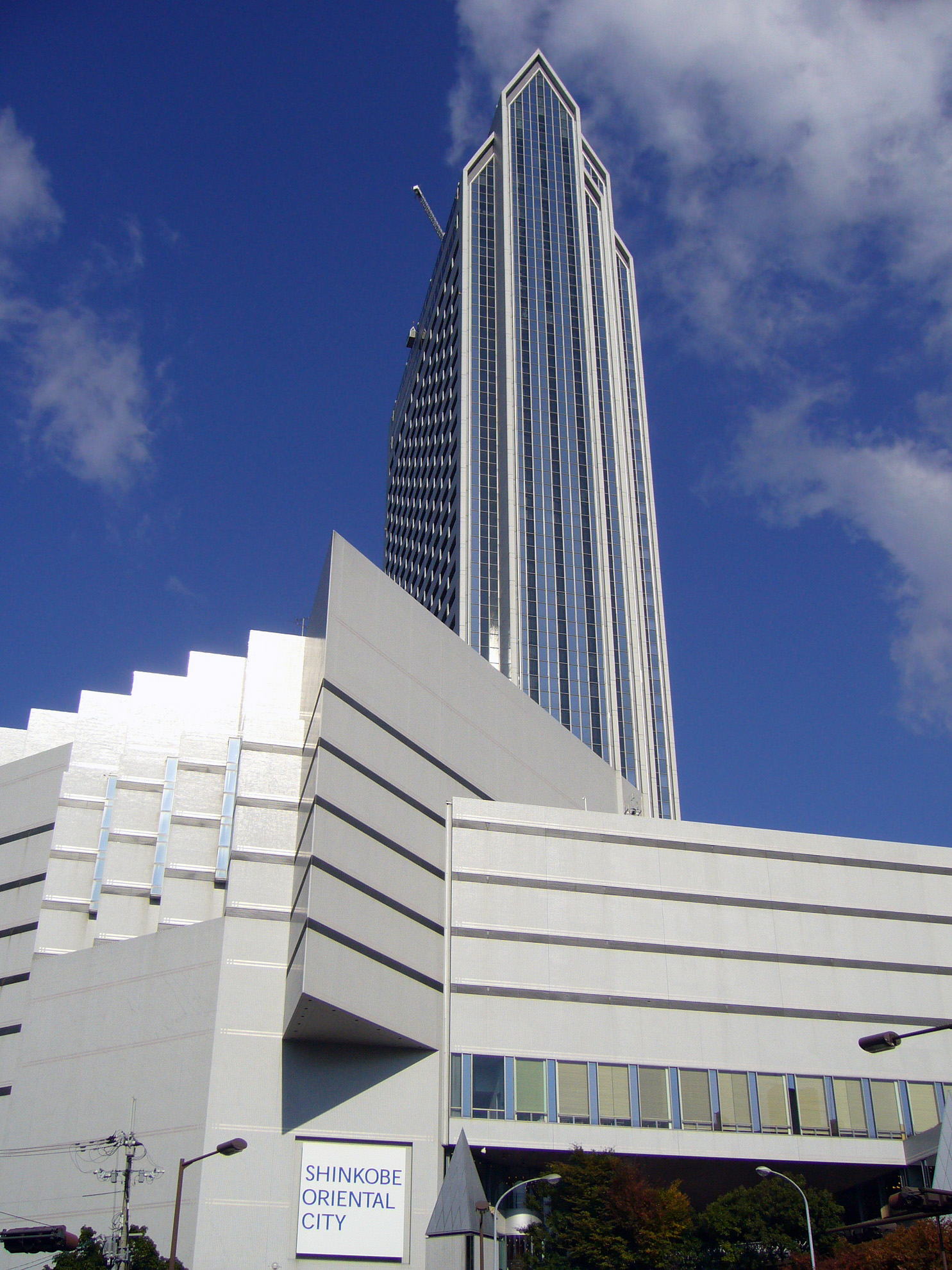
신코베 오리엔탈 시티

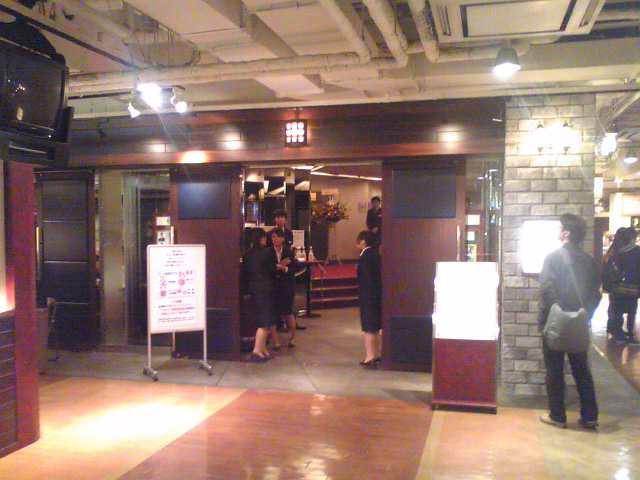
신코베 오리엔탈 극장 입구 (라디오 프로그램의 공개 녹음)

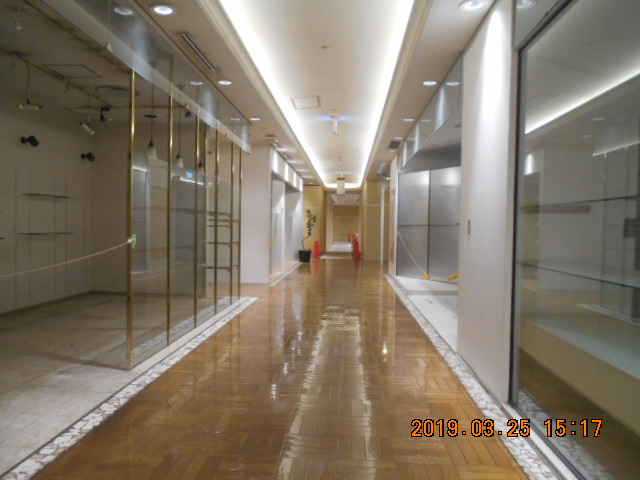
애브뉴 1F의 모습 (2019년 3월 촬영)

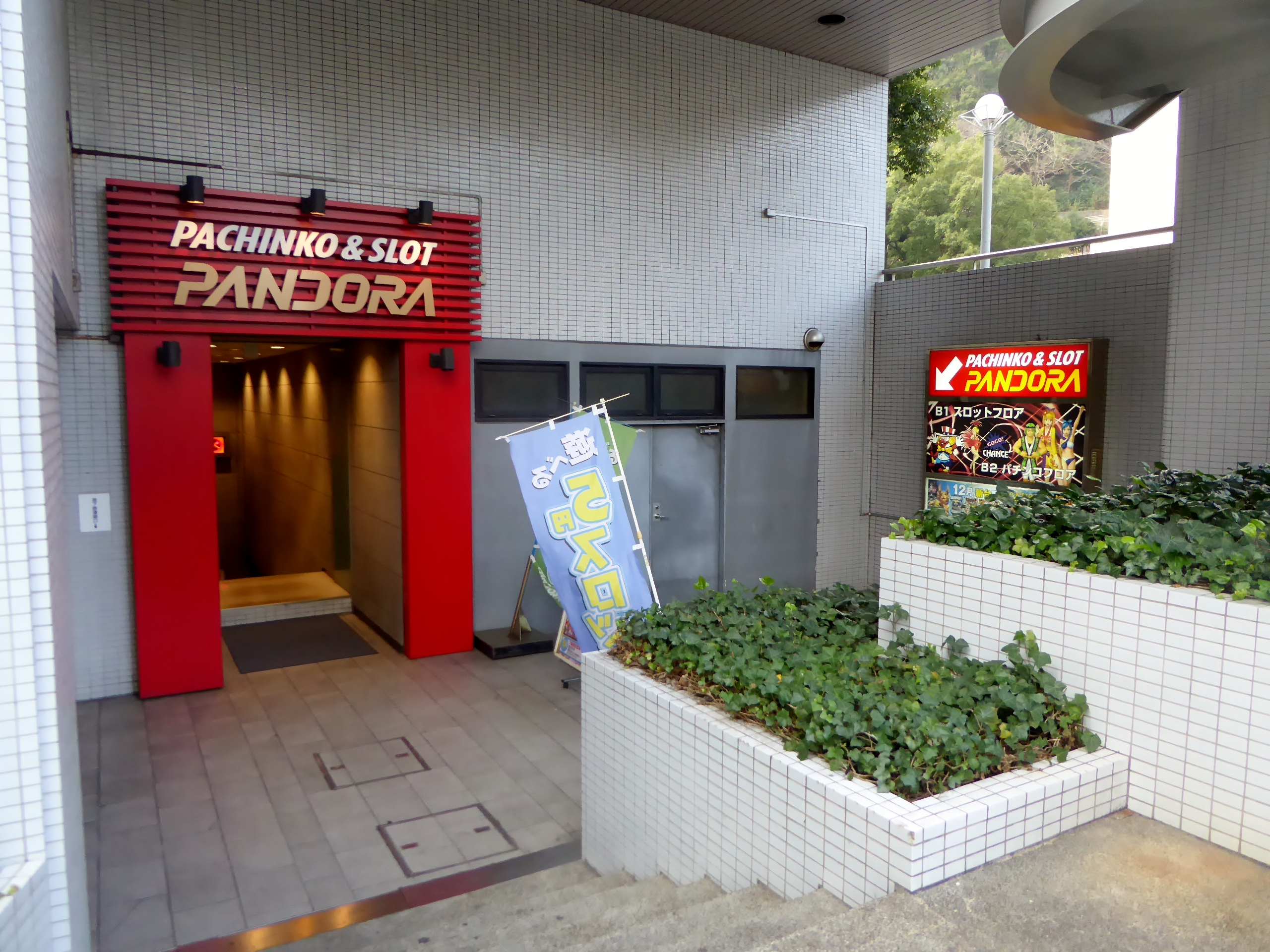
신코베 오리엔탈 애브뉴의 한 모퉁이 부분이 있는 파칭코점, 판도라 신코베점의 모습.

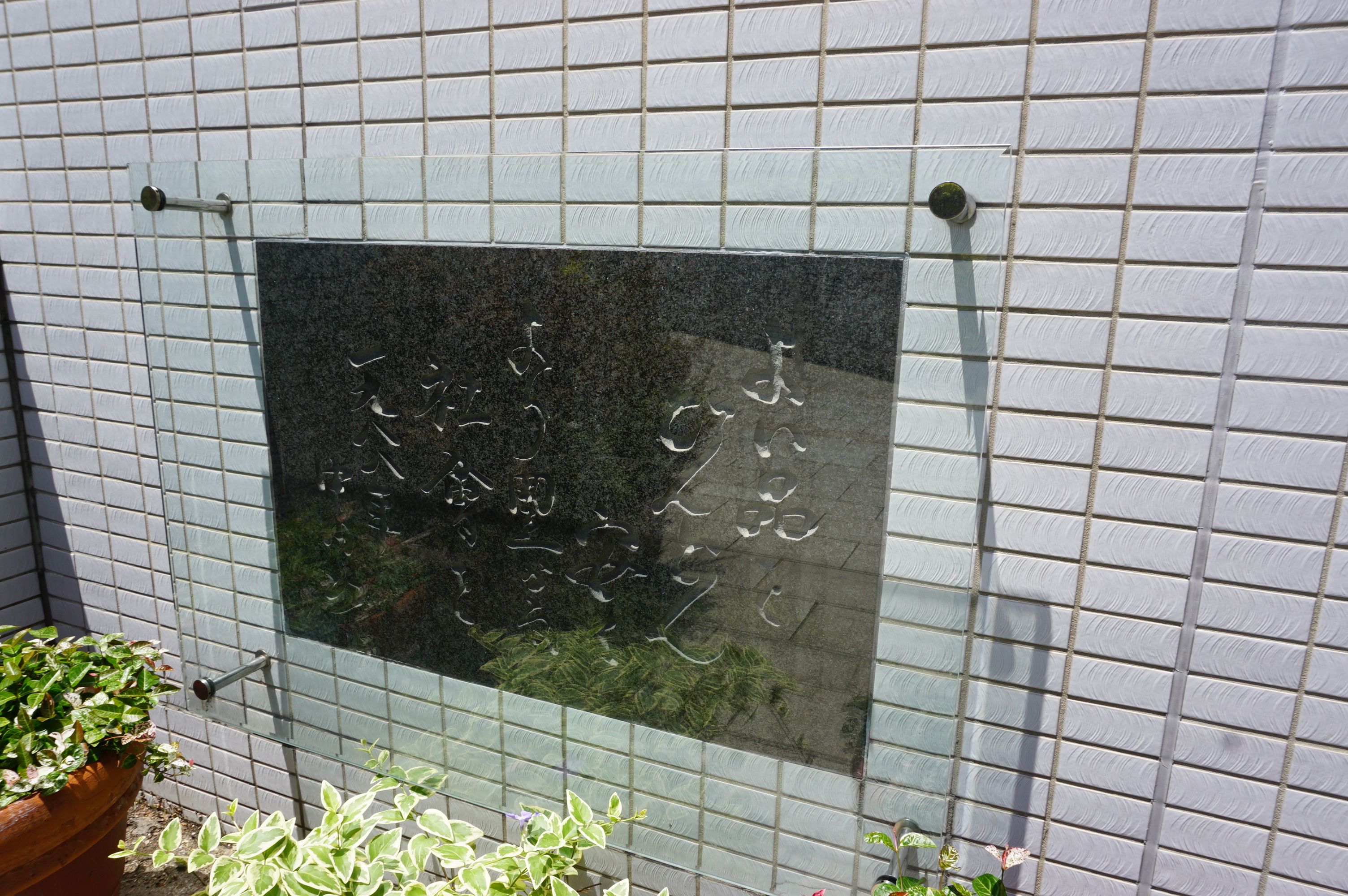
나카우치 이사오의 작품인 'よい品をどんどん安く…'와 관련된 석판

신코베 오리엔탈 시티(일본어: 新神戸オリエンタルシティ)는 고베시 주오구 신코베에 위치하고 있는 호텔, 전문 상가, 극장 등이 완비되어 있는 복합 상업시설이다. 그러나 지하에는 고베 시영 지하철 세이신·야마테 선 및 호쿠신 급행 전철의 신코베역이 있고, 인접한 곳에는 산요 신칸센 신코베역은 3층 데크로 연결되어 있어, 교통의 장점을 하나의 세일즈 포인트로 이루어져 있다. 그래서 1988년 정식으로 개장, 지상 37층, 지하 3층으로 구성되어 있다.

## 점포
코트노하코 고베(구 신코베 OPA)는 지하 3층에서 3층까지는 주로 쇼핑센터로 이루어져 있다. 현재 지하 2층은 전관 개장중인 상태이며, 2019년 2월 17일을 기준으로 식당이나 레스토랑 같은 음식점 등 27개의 점포가 영업하고 있다. 그러나 지금은 전체의 약 70% 내외가 폐쇄되어 있기 때문에, 2019년 7월 4일을 기준으로 하여, 오리엔탈 애브뉴가 코트노하코 고베라는 이름으로 리뉴얼시켜서 의료 몰, 극장, 토산품 가게 등이 새로이 오픈한 것으로 드러나고 있다.

### B3F
- 구루메시티 (식료품)
- 르 프뤼 (100엔 숍)

### B1F
- 타임즈카 렌탈 (렌터카)
- 신 프로페셔널 (이발소)

### 1F
- 신코베 메디컬필렛 (의료 몰)
- 自家焙煎珈琲屋OB (커피집)
- 몬테 (유아 시설)

### 2F
- 마메노하타케 (콩 요리)
- 마스테 타지마할 (인도 요리)
- 파인 포레스트 어린이집 (탁아소)
- plug078 (코워킹(영어판) 오피스) - 2018년 2월 25일 지하 1층에서 이전
- しゃぶ扇 (샤부샤부)

### 3F
- 어플릭 애시 (여성 시설) - 2019년 4월 16일 2층에서 이전
- 쥬얼 코스메틱 (보석) - 2019년 4월 16일 2층에서 이전
- 어돌포 도밍게스 (남녀 혼합 시설)
- 아시야 서포트 센터 (상담 서비스) - 2018년 9월 15일 1층에서 이전
- 네이로 (스테이크)
- 와코쿠 (육류 전문 식당)
- 구시카자리 (구시카쓰)
- 긴포라이 (홍콩 요리)
- 주나곤 (닭새우 전문 음식점)
- 카쯔야 (돈카쓰 전문 음식점)
- 기네야 (우동 전문점)
- 고베 비프관 (고베 비프) - 2019년 3월 24일 신규 개점
- 세븐일레븐 (편의점) - 2019년 5월 29일 신규 개점
- 효고현 선물 발굴옥 (토산품) - 2019년 7월 4일 신규 개점

## 같이 보기
- 오리엔탈 호텔 (고베시)(일본어판)